# Alsó-Ausztria

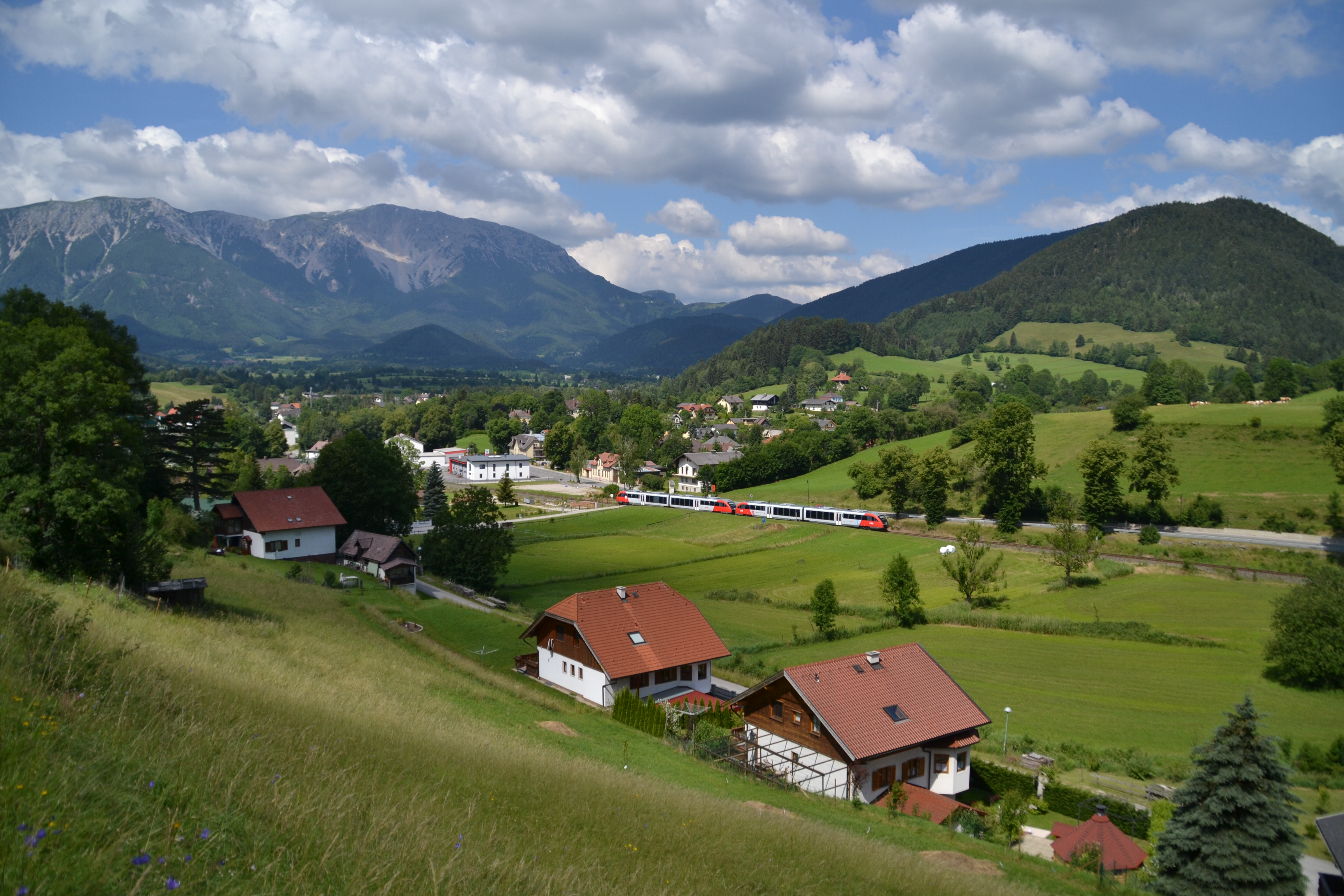
Desiro a Schneebergbahn vonalán

Alsó-Ausztria (németül: Niederösterreich, alemann nyelvjárás szerint: Nideröschtriich) Ausztria egyik szövetségi tartománya, mely elsősorban híres történelmi városairól, valamint a Duna menti borvidékeiről ismert, a történelmi Osztrák Hercegség keleti részét képezte. 19 177,78 km2-es területével szomszédunk legnagyobb tartománya, Ausztria teljes területének mintegy 22,86%-át adja. Illetve közel 1,698 millió fős lakosságával a második legnépesebb tartomány, ezzel szomszédunk népességének 18.54%-ával rendelkezik, népsűrűsége az országos átlag alatt van.
Nyugatról Felső-Ausztria, északról Csehország, keletről Szlovákia és Burgenland, délről pedig Stájerország határolja. Székhelye 1986 óta a híres ipari és történelmi város Sankt Pölten (egészen addig Bécs töltötte be ezt a szerepet, hasonlóan Budapesthez). De nevezetesebb települései közé tartozik a festői barokk apátságáról nevezetes Melk, Bécsújhely a fontos ipari és gazdasági központ, a középkori gyönyörű óvárosáról és a waidhofeni várról ismert Waidhofen an der Ybbs, illetve a híres fürdőváros Baden bei Wien, amely mind történelmileg, mind kulturálisan jelentős.
Fő folyója a Duna, amely keresztülszeli a tartományt. Domborzata változatos: az északi területeken a Cseh-masszívum, délen az Alpok vonulatai találhatók. Fontos tájegységei a Bécsi-erdő, a Wachau és a Weinviertel borvidék. A tartomány éghajlata mérsékelt kontinentális, enyhe telekkel és meleg nyarakkal. Alsó-Ausztria gazdaságában a mezőgazdaság, a borászat és az ipar is jelentős szerepet játszik.
Történelme szorosan kapcsolódik Ausztria kialakulásához. A terület már az ókorban is lakott volt, a rómaiak Noricum provincia részeként uralták. A középkorban a Babenberg-dinasztia irányította, majd 1156-ban az Osztrák őrgrófság hercegséggé vált. A Habsburgok 1278-ban átvették a hatalmat, és Alsó-Ausztria az Osztrák Hercegség központjává vált. A 16-17. században a reformáció és a török háborúk sújtották a régiót. A 19. században a Habsburg Birodalom egyik legfontosabb tartománya lett, majd az Osztrák-Magyar Monarchia felbomlása után az első Osztrák Köztársaság része maradt. A második világháború után a szovjet megszállási övezethez tartozott, míg 1955-ben Ausztria visszanyerte függetlenségét.

## Nevének eredete
Elnevezése a tartomány földrajzi fekvéséből ered. A "Niederösterreich" szó jelentése "Alsó-Ausztria", amely az ország északkeleti, alacsonyabban fekvő területeire utal, szemben a délnyugati, magasabban fekvő Felső-Ausztriával. Ez a megkülönböztetés a Duna folyásirányához kapcsolódik, ahol az "alsó" jelző a folyó alsóbb szakaszán elhelyezkedő területeket jelöli. Az "Österreich" elnevezés maga az ófelnémet "Ostarrîchi" szóból származik, amely "keleti birodalmat" vagy "keleti országot" jelent.

## Elhelyezkedése
Az Ausztria északkeleti részében található tartományt északról Csehország, nyugatról Felső-Ausztria tartomány, délről Stájerország, délkeletről Burgenland tartomány, északkeletről pedig Szlovákia határolja.
A legnagyobb osztrák tartományba enklávészerűen ékelődik Bécs városa.

## Földrajza
Nagy folyója a Duna.
A legnagyobb városok:
- Bécsújhely (Wiener Neustadt)
- Krems an der Donau
- Sankt Pölten
- Waidhofen an der Ybbs

A tartományt hagyományosan négy részre osztják:
- Erdőnegyed (Waldviertel),
- Bornegyed (Weinviertel),
- Iparnegyed (Industrieviertel),
- Mustnegyed (Mostviertel).

Ezek a néprajzi-gazdálkodási alapokon nyugvó tájnevek a 19. század végén terjedtek el német nyelvterületen.

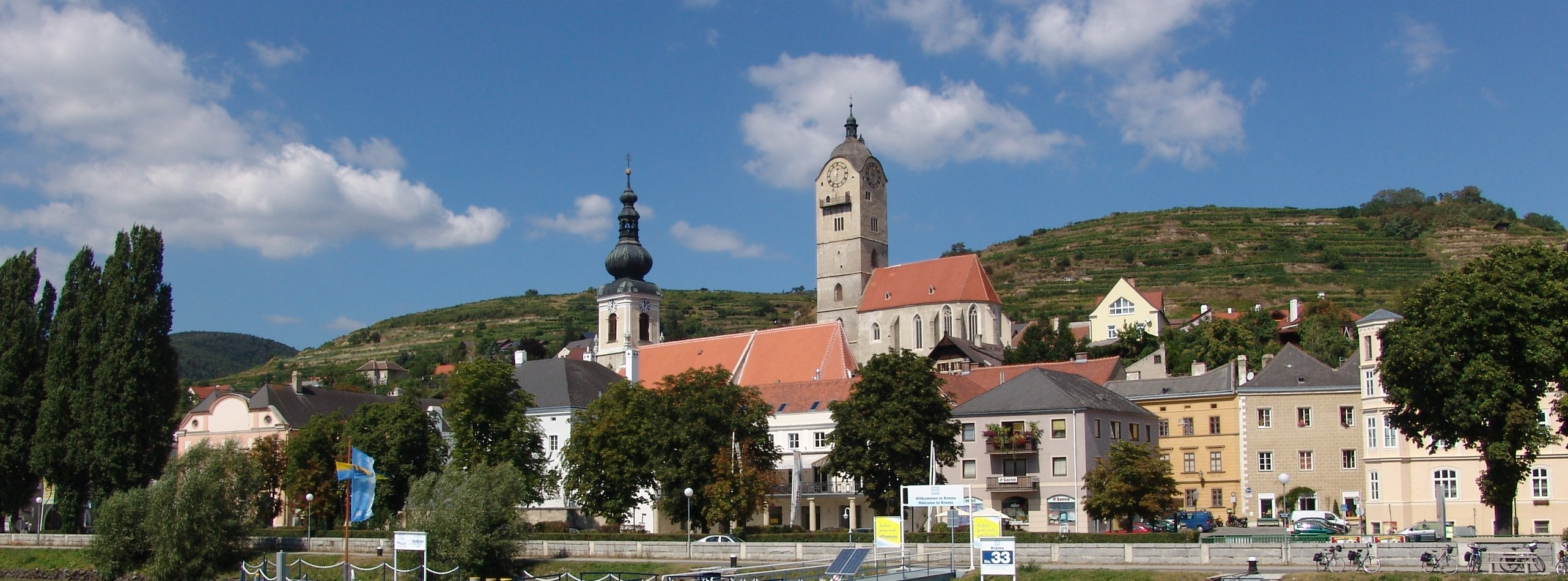
Krems

## Tartományi ünnepek
- Szent Lipót (III. Lipót őrgróf) ünnepnapja, november 15. („hl. Leopold, Festtag des Landespatrons”). Szent Lipót azonos Bécs és Felső-Ausztria védőszentjével.

## Gazdasága
Vezető iparágai az építőipar és a gépgyártás. Jelentős bevételeket hoz a turizmus.
Ausztriában 2015-ben 1000 szélerőmű állt, ebből a legtöbb Alsó-Ausztriában, 509 db 963 MW teljesítménnyel.

## Turizmus

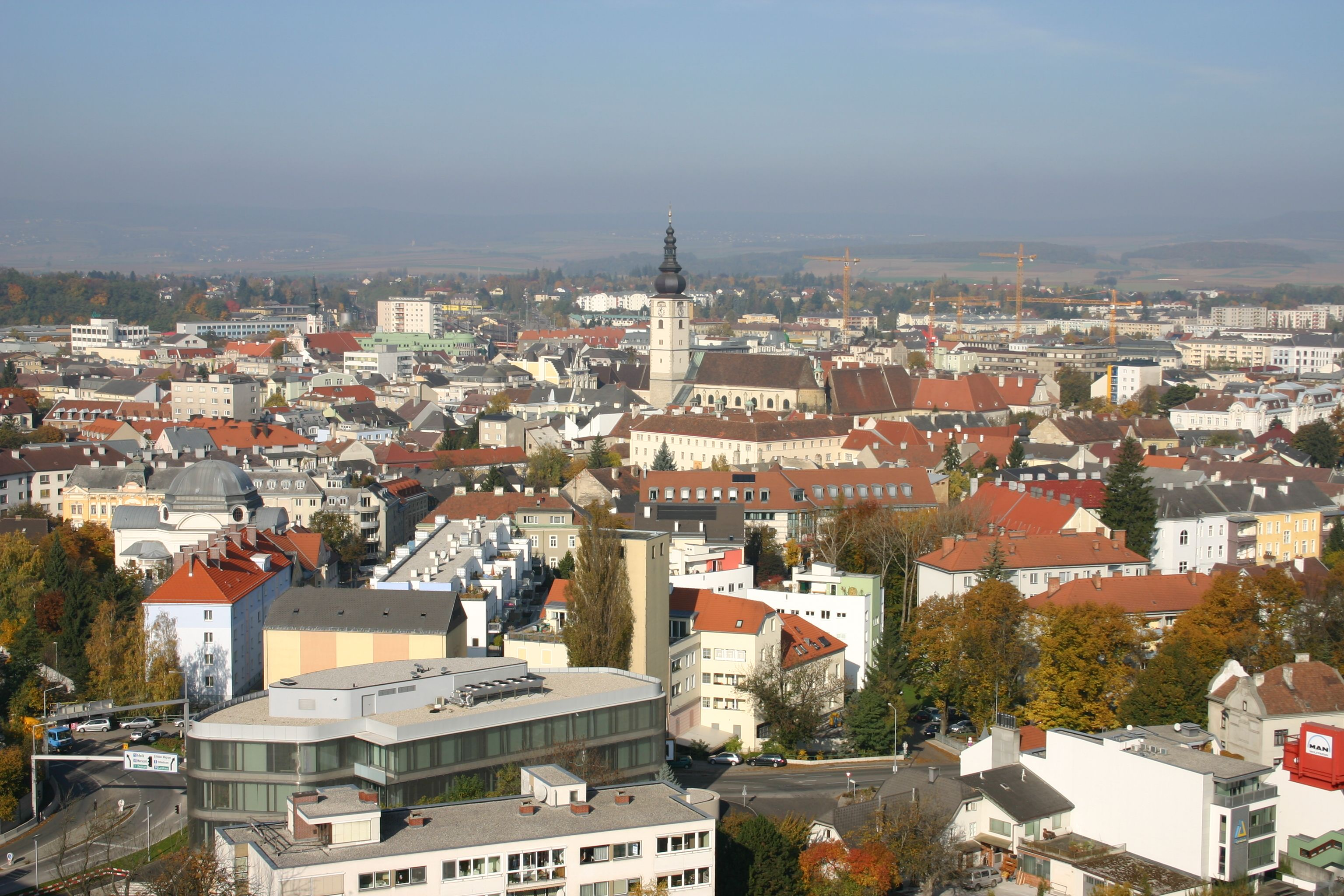
Sankt Pölten, a székhely
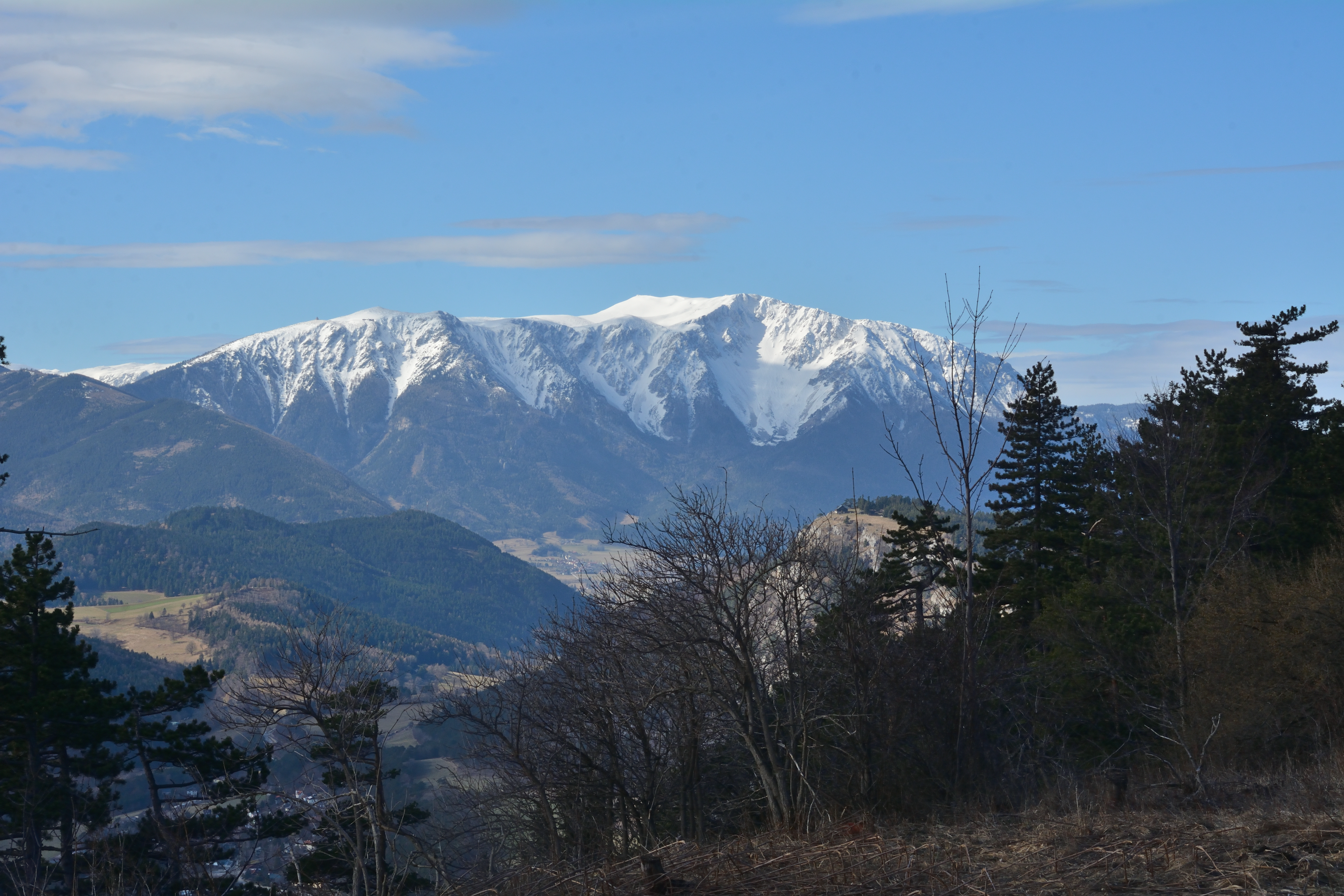
A Schneeberg csúcsa
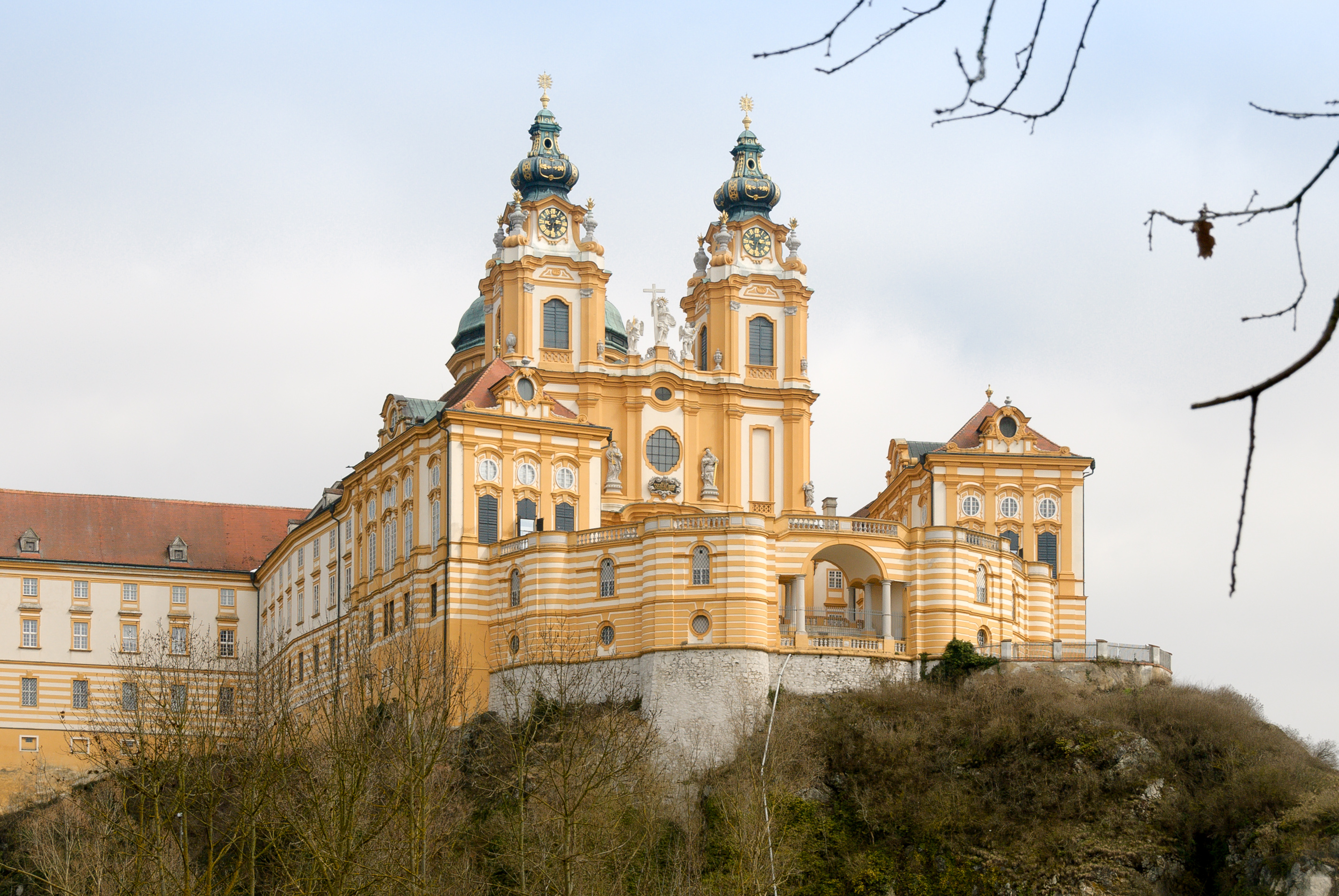
A melki bencés apátság
Aggstein-várkastély romjai Wachauban
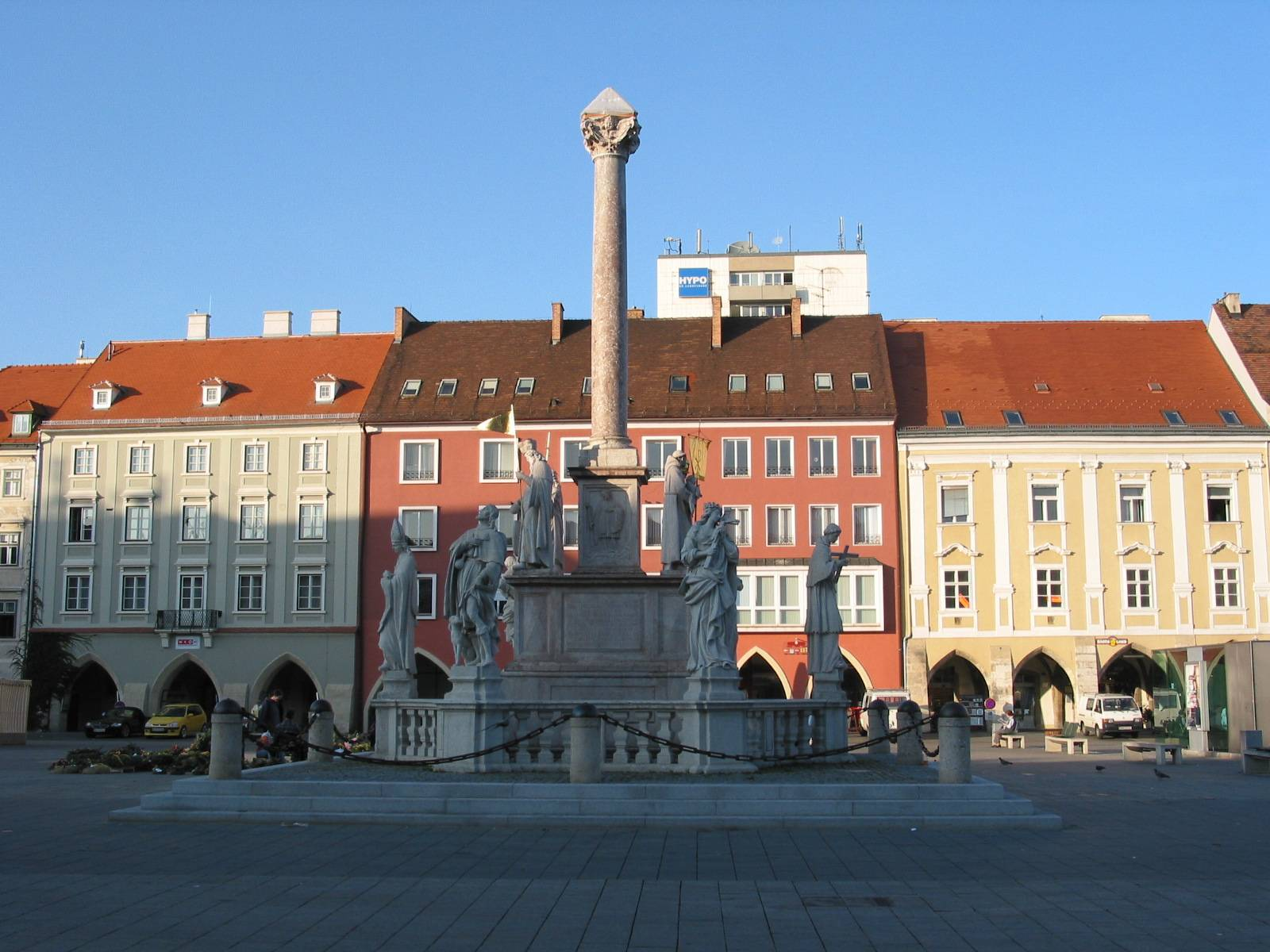
Bécsújhely főtere